# Karl Umpfenbach

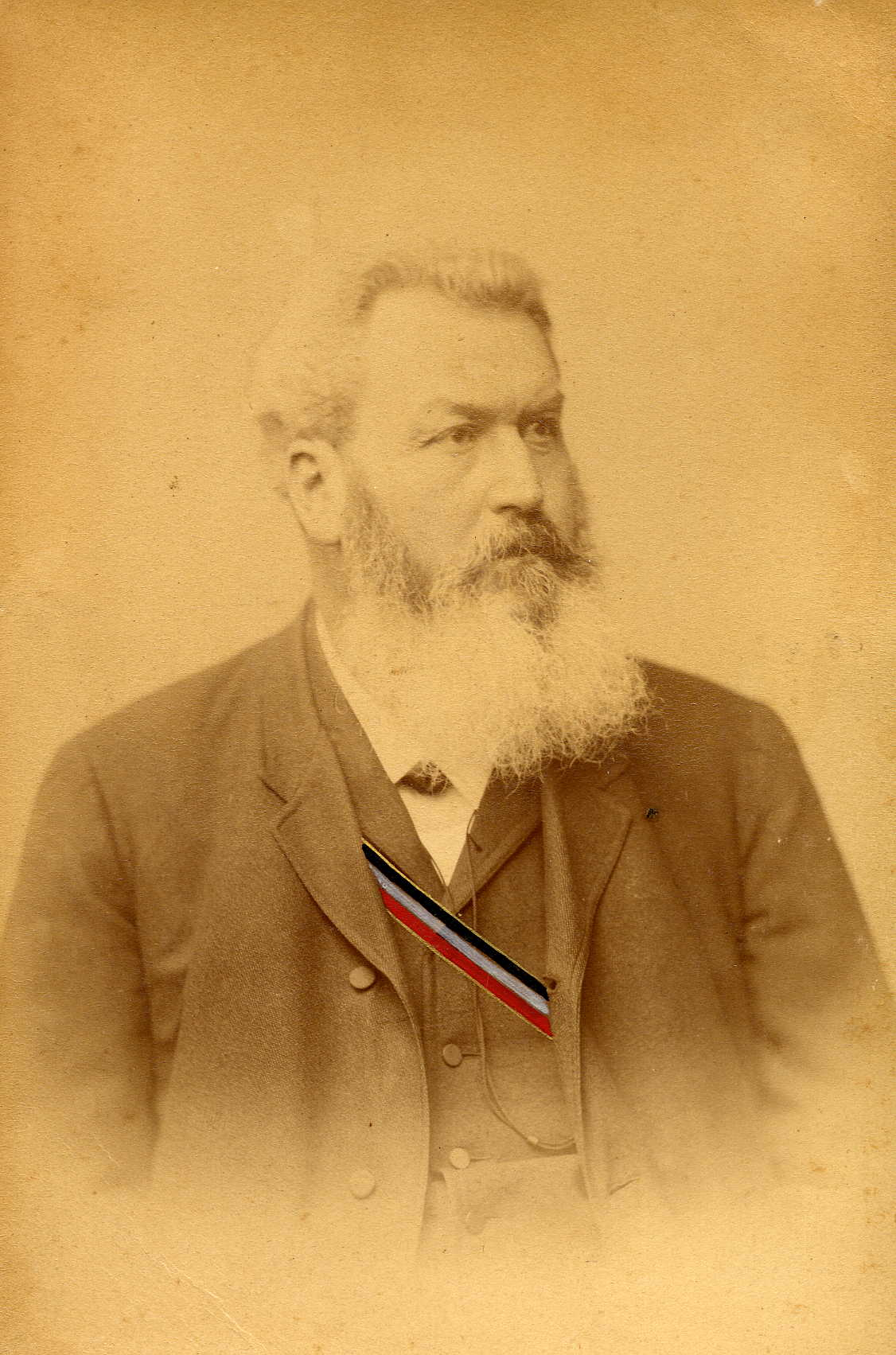
Umpfenbach als Gießener Hesse

Karl Umpfenbach (* 5. Juni 1832 in Gießen; † 24. Juni 1907 ebenda) war ein deutscher Nationalökonom in Würzburg und Königsberg.

## Leben
Umpfenbach war der Sohn des Mathematikers Hermann Umpfenbach. Sein Großvater Hans Adam Umpfenbach war Friedensrichter im damals französischen Mainz. Nach dem Abitur studierte er ab 1848 an der Hessischen Ludwigs-Universität Staatswissenschaften und Kameralwissenschaft. Im Wintersemester 1848/49 wurde er Mitglied des Corps Hassia Gießen. 1851 wurde er Akzessist bei der Obersteuerdirektion Darmstadt. Nach dem Staatsexamen schlug er die akademische Laufbahn ein. 1855 wurde er zum Dr. phil. promoviert. habilitierte er sich 1856 und wurde mit 24 Jahren Privatdozent. 1864 berief ihn die Julius-Maximilians-Universität Würzburg als o. Professor für Nationalökonomie. Am 14. August 1864 heiratete er in Gießen Amalie von Klipstein. 1873 folgte er dem Ruf der Albertus-Universität Königsberg auf den Lehrstuhl für Nationalökonomie. 1878/79 war er Prorektor der Albertina. 1900 wurde er von der Krone Preußen zum Geh. Regierungsrat ernannt. Den Ruhestand verlebte er in Gießen.

## Werke
- Lehrbuch der Finanzwissenschaft, Erlangen 1859–60, 2 Bde.; 2. Auflage, Stuttgart 1887
- Die Volkswirtschaftslehre, Würzburg 1867
- Des Volkes Erbe, Berlin 1874 (Besprechung der sozialen Frage)
- Das Kapital in seiner Kulturbedeutung, Würzburg 1879
- Die Altersversorgung und der Staatssozialismus, Stuttgart 1883